# Szamokov (Makedonszki Brod)
Szamokov (macedónul: Самоков) település Észak-Macedóniában, a Délnyugati körzet Makedonszki Brod-i járásában.

## Népesség
| Lakosok száma | 367  | 171  | 270  | 209  | 194  | 212  | 292  | 388  | 356  |
|               | 1948 | 1953 | 1961 | 1971 | 1981 | 1991 | 1994 | 2002 | 2021 |

2002-ben 388 lakosa volt, akik mindannyian macedónok.